# Sonate pour violon et piano no 2 de Bartók
 (février 2024).
Si vous disposez d'ouvrages ou d'articles de référence ou si vous connaissez des sites web de qualité traitant du thème abordé ici, merci de compléter l'article en donnant les références utiles à sa vérifiabilité et en les liant à la section « Notes et références ».
Pour les articles homonymes, voir Sonate pour violon et piano.
La Sonate pour violon et piano no 2 Sz 76 de Béla Bartók est une œuvre de musique de chambre composée en 1921, dédiée à la violoniste Jelly d'Arányi.

## Structure
La sonate comporte deux mouvements :
1. Molto moderato
2. Allegretto